# Дамиета (област)
Дамиета (на арабски: دمياط) е мухафаза в Египет. Намира се в северната част на страната. Административен център е град Дамиета. Областта е известна с фермите си за отглеждане на гуава. Населението е 1 496 765 души (28 март 2017).